# Geotrogus tynetis
Geotrogus tynetis är en skalbaggsart som beskrevs av Baraud 1972. Geotrogus tynetis ingår i släktet Geotrogus och familjen Melolonthidae. Inga underarter finns listade i Catalogue of Life.